# 요시미 유지
요시미 유지(일본어: 吉見 祐治, 1978년 5월 21일 ~ )는 일본의 전직 프로 야구 선수이다.

## 인물

### 프로 입단 전
고치현에서 태어나 와카야마현 와카야마시 출신으로 와카야마 현립 세이린 고등학교를 거쳐 도호쿠 복지대학에 진학, 대학 동기로는 아라이다이 다쓰야와 가토 다쓰오가 있다. 투수로서의 위치 부여는 요시미가 에이스, 아라이다이가 2번째, 가토가 3번째였다. 2000년에는 제49회 전일본 대학 야구 선수권 대회에서 준우승을 이끌었고 같은 해 시드니 올림픽 야구 일본 대표팀 선수로 발탁되었다. 같은 해 프로 야구 드래프트 회의에서 요코하마 베이스타스를 역지명해서 2위 지명으로 입단해 도호쿠 복지대학 시절의 선배이자 시애틀 매리너스로 이적한 사사키 가즈히로가 달았던 등번호 22번으로 배정을 받았다.

### 요코하마 베이스타스 시절

#### 2001년 ~ 2002년
프로 1년차인 2001년에는 왼쪽 어깨의 부상으로 인해 7경기에만 등판했고, 2002년에는 팀이 최하위로 밀려나는 도중에 팀내 선발 투수로서 활약을 했다. 팀내 유일한 두 자릿수 승리를 거두어 야쿠르트 스왈로스의 투수인 이시카와 마사노리와의 신인왕을 놓고 경쟁을 했다.

#### 2003년
개막전 투수를 맡는 등 팀내 주력 투수로서 기대되었지만 결국 3승 10패라는 최악의 성적을 기록하면서 팀은 2년 연속 최하위로 떨어지는 빌미를 제공하기도 했다. 그 해 한신 타이거스의 4번 하마나카 오사무, 5번 가타오카 아쓰시, 6번 조지 아리아스 등 연속 타자들의 홈런을 허용해 한신의 기세를 붙이게 하는 한 요인이 되었다. 같은 와카야마 현 소재의 와카야마 현립 미나베 고등학교 출신인 하마나카와는 성격이 잘 안 맞았고 고교 시절에는 장외 홈런을 허용해 프로에 입문한 이후에도 10타수 5홈런(2008년 종료시)을 기록했다.

#### 2004년 ~ 2006년
스프링 캠프 도중 사사키 가즈히로가 친정 팀인 요코하마 복귀에 의해 자신의 등번호인 22번에서 좌완 에이스 투수인 노무라 히로키가 달고 있던 21번으로 변경했다. 시즌 종반에는 히로시마 도요 카프전에서 노히트 노런 달성을 앞두고 후쿠치 가즈키에게 유일한 안타를 허용해 기록 달성을 놓쳤다. 2006년은 시범 경기에서 호조를 보였지만 개막 이후에는 부진에 시달려 평균자책점이 9점대에까지 상승되는 등 1군 등록이 말소되었다. 6월 경에 1군으로 다시 복귀한 이후에는 기대 이상의 호투를 계속했지만 타선의 부진으로 인해 승점을 올릴 수가 없었다. 9월이 되면서도 부진이 계속되어 2군으로 떨어지는 등 그대로 시즌을 마감했다.

#### 2007년
이듬해에는 구원 투수와 선발 로테이션에 의해 선발 기용이 주요했다. 6월 19일의 소프트뱅크전에서는 3년 만의 완봉 승리를 기록하는 등 투타에 걸쳐 자신의 기량을 발휘했다. 그 해 시즌 마지막 경기인 야쿠르트 전에서 현역 은퇴를 표명한 후루타 아쓰야의 현역 마지막 타석의 대전 상대가 되었다(기록은 안타).

#### 2008년
전년도와 똑같이 주로 구원 투수로 기용되었고 후반기에는 선발 투수로 등판해 8월 17일에 통산 3번째의 맹타상으로 2008년 시즌 첫 승리를 장식했다.

#### 2009년

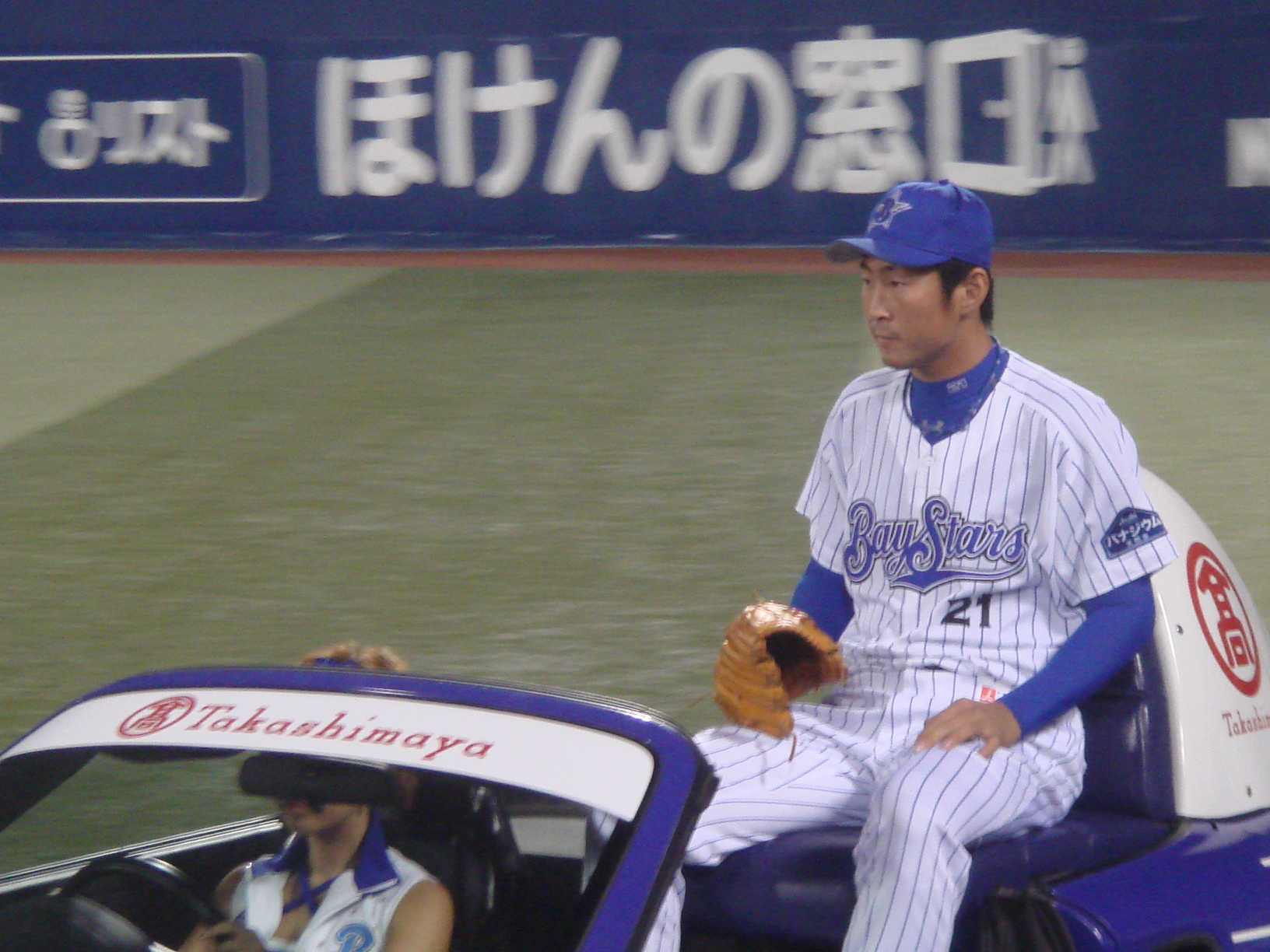
요코하마 베이스타스 시절의 요시미

시즌 초반에는 전년도와 마찬가지로 구원 투수로 등판, 이후 뚜렷한 성적을 남기면서 교류전을 앞두고 선발 로테이션에 들어간 이후에 활약을 했다. 시즌으로서는 같은 성을 가진 주니치 드래건스의 요시미 가즈키와 세 차례나 상대를 했지만 모두 이길 수 없었다.

#### 2010년
3월 31일, 가장 부담스러운 상대로 여겨지고 있던 요미우리 자이언츠전에서 시즌 첫 선발 등판했지만 2회 도중 5안타 4실점을 기록해 강판당했다. 패전 투수는 면했지만 오바나 다카오 감독에게서 2군에 뛰라는 명령을 받았다. 5월 9일에는 현금 트레이드로 퍼시픽 리그 팀인 지바 롯데 마린스에 이적했다.

### 지바 롯데 마린스 시절
2010년 8월 7일 오릭스 버펄로스전에서는 3년 만의 완봉 승리를 기록했는데 최종적으로 6승 7패, 평균자책점 5.50의 성적을 남겨 팀의 클라이맥스 시리즈 진출에 기여했다.

## 플레이 스타일
평균 140 km/h대 중반의 직구와 슬라이더, 슬로우 커브, 포크볼, 체인지업 등 다양한 변화구를 끼워 넣는 투구 방법이 특징이다.
투수이면서도 2007년 인터 리그전인 소프트뱅크전에서 아라카키 나기사를 상대로 맹타상을 기록해 그 해의 통산 타율 3할 3푼 3리(18타수 6안타)를 기록했다. 2008년 8월 17일에 맹타상을 기록하면서 요코하마 시절에는 통산 타율 2할 3푼 3리(215타수 50안타, 23타점)이며 2군에서도 홈런을 기록한 적이 있다.

## 상세 정보

### 출신 학교
- 와카야마 현립 세이린 고등학교
- 도호쿠 복지대학

### 선수 경력
프로팀 경력
- 요코하마 베이스타스(2001년 ~ 2010년)
- 지바 롯데 마린스(2010년 ~ 2013년)
- 한신 타이거스(2014년)

국가 대표 경력
- 2000년 시드니 올림픽 일본 국가대표팀

### 수상·타이틀 경력
- 월간 MVP : 1회(2002년 9월)
- 우수 JCB·MEP상 : 1회(2002년)

### 개인 기록

#### 투수 기록
- 첫 등판 : 2001년 7월 11일, 대 한신 타이거스 15차전(요코하마 스타디움), 5회초에 3번째 투수로서 구원 등판, 2이닝 무실점
- 첫 탈삼진 : 상동, 6회초에 버디 칼라일로부터 헛스윙 삼진
- 첫 선발 : 2001년 8월 2일, 대 히로시마 도요 카프 16차전(히로시마 시민 구장), 4와 2/3이닝 4실점
- 첫 승리·첫 선발 승리 : 2002년 4월 26일, 대 요미우리 자이언츠 4차전(도쿄 돔), 8와 2/3이닝 2실점
- 첫 완투·첫 완봉 승리 : 2002년 5월 25일, 대 야쿠르트 스왈로스 7차전(메이지 진구 야구장)
- 첫 홀드 : 2007년 8월 4일, 대 주니치 드래곤스 14차전(요코하마 스타디움), 6회초에 2번째 투수로서 구원 등판, 1이닝 무실점

#### 타격 기록
- 첫 타석·첫 안타 : 2001년 8월 2일, 대 히로시마 도요 카프 16차전(히로시마 시민 구장), 2회초에 가와우치 다카야로부터 우전 안타
- 첫 타점 : 상동, 4회초에 고바야시 간에이로부터 좌전 적시타

#### 기록 달성 경력
- 통산 1000투구 이닝 : 2013년 4월 21일, 대 도호쿠 라쿠텐 골든이글스 6차전(QVC 마린필드), 1회초 3아웃에 히지리사와 료를 2루 땅볼로 잡아 달성 ※역대 331번째

### 등번호
- 22(2001년 ~ 2003년)
- 21(2004년 ~ 2010년 5월 9일)
- 12(2010년 5월 10일 ~ 2013년)
- 42(2014년)

### 연도별 투수 성적
| 연 도       | 소 속       | 등 판 | 선 발 | 완 투 | 완 봉 | 무 4 구 | 승 리 | 패 전 | 세 이 브 | 홀 드 | 승 률 | 타 자 | 이 닝  | 피 안 타 | 피 홈 런 | 볼 넷 | 고 4 | 몸 맞 | 탈 삼 진 | 폭 투 | 보 크 | 실 점 | 자 책 점 | 평 자 책 | W H I P |
| ----------- | ----------- | ----- | ----- | ----- | ----- | ------- | ----- | ----- | -------- | ----- | ----- | ----- | ------ | -------- | -------- | ----- | ---- | ----- | -------- | ----- | ----- | ----- | -------- | -------- | ------- |
| 2001년      | 요코하마    | 7     | 1     | 0     | 0     | 0       | 0     | 1     | 0        | --    | .000  | 53    | 10.1   | 15       | 1        | 7     | 0    | 1     | 4        | 0     | 0     | 11    | 11       | 9.58     | 2.13    |
| 2002년      | 요코하마    | 27    | 25    | 5     | 1     | 3       | 11    | 8     | 0        | --    | .579  | 788   | 188.0  | 196      | 25       | 47    | 2    | 5     | 138      | 2     | 0     | 80    | 76       | 3.64     | 1.29    |
| 2003년      | 요코하마    | 17    | 15    | 0     | 0     | 0       | 3     | 10    | 0        | --    | .231  | 392   | 81.2   | 117      | 25       | 36    | 0    | 0     | 68       | 6     | 0     | 82    | 76       | 8.38     | 1.87    |
| 2004년      | 요코하마    | 22    | 19    | 1     | 1     | 0       | 7     | 5     | 0        | --    | .583  | 464   | 106.0  | 114      | 21       | 35    | 0    | 6     | 70       | 7     | 0     | 65    | 62       | 5.26     | 1.41    |
| 2005년      | 요코하마    | 12    | 10    | 0     | 0     | 0       | 4     | 2     | 0        | 0     | .667  | 256   | 59.2   | 57       | 6        | 22    | 0    | 0     | 30       | 0     | 0     | 31    | 28       | 4.22     | 1.32    |
| 2006년      | 요코하마    | 17    | 17    | 2     | 0     | 0       | 2     | 9     | 0        | 0     | .182  | 441   | 103.1  | 108      | 15       | 32    | 1    | 2     | 78       | 1     | 1     | 60    | 50       | 4.35     | 1.35    |
| 2007년      | 요코하마    | 38    | 12    | 1     | 1     | 0       | 3     | 4     | 0        | 3     | .429  | 440   | 97.0   | 118      | 9        | 34    | 0    | 9     | 62       | 3     | 1     | 48    | 46       | 4.27     | 1.57    |
| 2008년      | 요코하마    | 41    | 10    | 1     | 0     | 0       | 3     | 6     | 0        | 7     | .333  | 380   | 86.2   | 96       | 15       | 28    | 3    | 6     | 56       | 2     | 0     | 51    | 51       | 5.29     | 1.43    |
| 2009년      | 요코하마    | 27    | 13    | 0     | 0     | 0       | 3     | 4     | 0        | 1     | .429  | 383   | 88.1   | 93       | 11       | 28    | 1    | 4     | 73       | 3     | 0     | 46    | 42       | 4.28     | 1.37    |
| 2010년      | 요코하마    | 1     | 1     | 0     | 0     | 0       | 0     | 0     | 0        | 0     | ----  | 9     | 1.1    | 5        | 0        | 1     | 0    | 0     | 0        | 0     | 0     | 4     | 4        | 27.00    | 4.62    |
| 2010년      | 지바 롯데   | 21    | 17    | 1     | 1     | 0       | 6     | 7     | 0        | 0     | .462  | 409   | 88.2   | 111      | 10       | 30    | 1    | 5     | 76       | 4     | 0     | 55    | 51       | 5.18     | 1.59    |
| '10 소계    | 지바 롯데   | 22    | 18    | 1     | 1     | 0       | 6     | 7     | 0        | 0     | .462  | 418   | 90.0   | 116      | 10       | 31    | 1    | 5     | 76       | 4     | 0     | 59    | 55       | 5.50     | 1.63    |
| 2011년      | 지바 롯데   | 24    | 4     | 0     | 0     | 0       | 1     | 3     | 0        | 1     | .250  | 205   | 46.0   | 56       | 3        | 19    | 1    | 1     | 34       | 5     | 0     | 21    | 19       | 3.72     | 1.63    |
| 2012년      | 지바 롯데   | 8     | 5     | 0     | 0     | 0       | 1     | 2     | 0        | 0     | .333  | 135   | 31.1   | 30       | 3        | 13    | 0    | 0     | 16       | 0     | 0     | 18    | 18       | 5.17     | 1.37    |
| 2013년      | 지바 롯데   | 5     | 3     | 0     | 0     | 0       | 0     | 1     | 0        | 0     | .000  | 85    | 18.2   | 20       | 4        | 10    | 1    | 0     | 12       | 1     | 0     | 8     | 8        | 3.86     | 1.61    |
| 통산 : 13년 | 통산 : 13년 | 267   | 152   | 11    | 4     | 3       | 44    | 62    | 0        | 12    | .415  | 4420  | 1007.0 | 1136     | 148      | 342   | 10   | 39    | 717      | 34    | 2     | 580   | 542      | 4.84     | 1.47    |

- 2013년 기준, 굵은 글씨는 시즌 최고 성적.